# Beryllophantis
Beryllophantis is een geslacht van vlinders van de familie bladrollers (Tortricidae), uit de onderfamilie Tortricinae.

## Soorten
- B. alphophora Horak & Sauter, 1979
- B. allochlora Horak & Sauter, 1979
- B. asticta Horak & Sauter, 1979
- B. cochlias Meyrick, 1938
- B. microtera Horak & Sauter, 1979
- B. phaioptera Horak & Sauter, 1979
- B. poicila Horak & Sauter, 1979